# Одесско-Кишинёвская железная дорога
Одесско-Кишинёвская железная дорога — одна из железных дорог, существовавших в СССР.
Дорога образована во исполнение Постановления Совета Министров СССР № 1263 от 14 мая 1953 года и приказа МПС № 80Ц от 15 мая 1953 года путём объединения Кишинёвской и Одесской железных дорог. На 1973 год дорога объединяла линии и участки железных дорог на юго-западе СССР общей протяжённостью 5039 км. Управление дороги располагалось в Одессе. Дорога имела шесть отделений: Одесское, Знаменское, Херсонское, Шевченковское, Гайворонское (узкой колеи) и Молдавское.
Регион обслуживания дороги: Молдавская ССР полностью, Одесская, Кировоградская, Николаевская,Херсонская, Черкасская области, а также частично Днепропетровская, Полтавская, Винницкая, Киевская области Украинской ССР.
Одесско-Кишинёвская дорога граничила на севере с Львовской железной дорогой (стыковая станция Окница), с Юго-Западной железной дорогой (по станциям Могилёв-Подольский, Вапнярка, Зятковцы, Андрусово, Мироновка, Гребёнка), с Южной железной дорогой (по станциям Бурты и Гребёнка), но востоке с Приднепровской железной дорогой (по станциям Пятихатки, Долинская, Высокополье, Нововесёлая и Вадим). С запада дорога граничила с железными дорогами Румынии по станциям Унгены и Рени.
В соответствии с Постановлением Совета Министров СССР № 567 от 15 июня 1979 года и приказом МПС № 33Ц от 31 июля 1979 года из Одесско-Кишинёвской железной дороги выделена Молдавская железная дорога.